# Нукуоро (атолл)

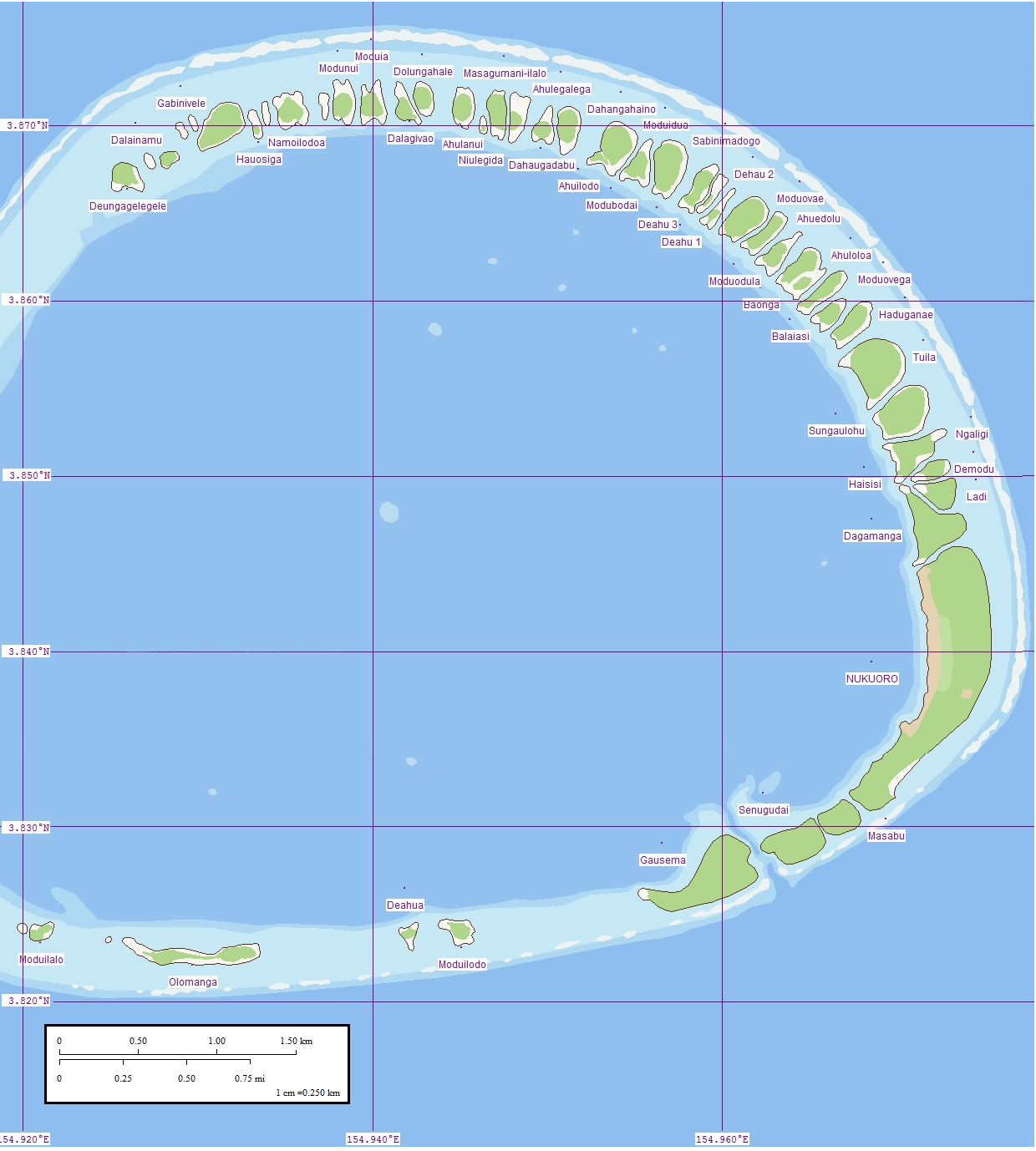
Карта центральной и восточной части Нукуоро

Нукуоро — песчаный атолл, находящийся чуть севернее экватора, в штате Понпеи Федеративных Штатов Микронезии. Население — около 900 человек. Атолл имеет классическую кольцеобразную форму, в середине расположена лагуна диаметром около 6 километров.
На острове нет аэропорта, раз в месяц (нерегулярно) прибывает пассажирское судно. Имеется начальная школа.
Время появления людей на Нукуоро не установлено, однако миграция скорее всего началась в XII веке и происходила неравномерно. Возможное направление миграции — с Тувалу. Открытие атолла европейцами состоялось в 1806 году: его заметили с корабля под командованием испанского моряка Хуана Батисты Монтеверде.
Нукуоро знаменит местным ремеслом — деревянными фигурками аиту, старейшая из которых была приобретена европейцами в 1873 году.
Население атолла говорит на полинезийском языке нукуоро, пожилые также владеют понапейским. Занимаются рыболовством, животноводством и выращиванием таро и копры (преимущественно в юго-восточной части атолла). У побережья водятся чёрные устрицы, которые производят жемчуг.
На атолле крайне распространён переход детей из семьи в семью, так, в исследовании 1999 года было установлено, что около двух третей (61 %) детей — приёмные, а в 1965 году всего 2 % взрослого населения острова не жили в приёмной семье никогда в жизни.
В 2011 году на Постоянном форуме ООН по вопросам коренных народов представительница Ассоциации резидентов Нукуоро Бестина Менджамин сообщила, что атолл находится в постоянной опасности из-за цунами, вызванных глобальным потеплением, имея в виду не только отсутствие убежищ, но и разрушение плодородных почв, ведущее к голоду.